# Garrote vil

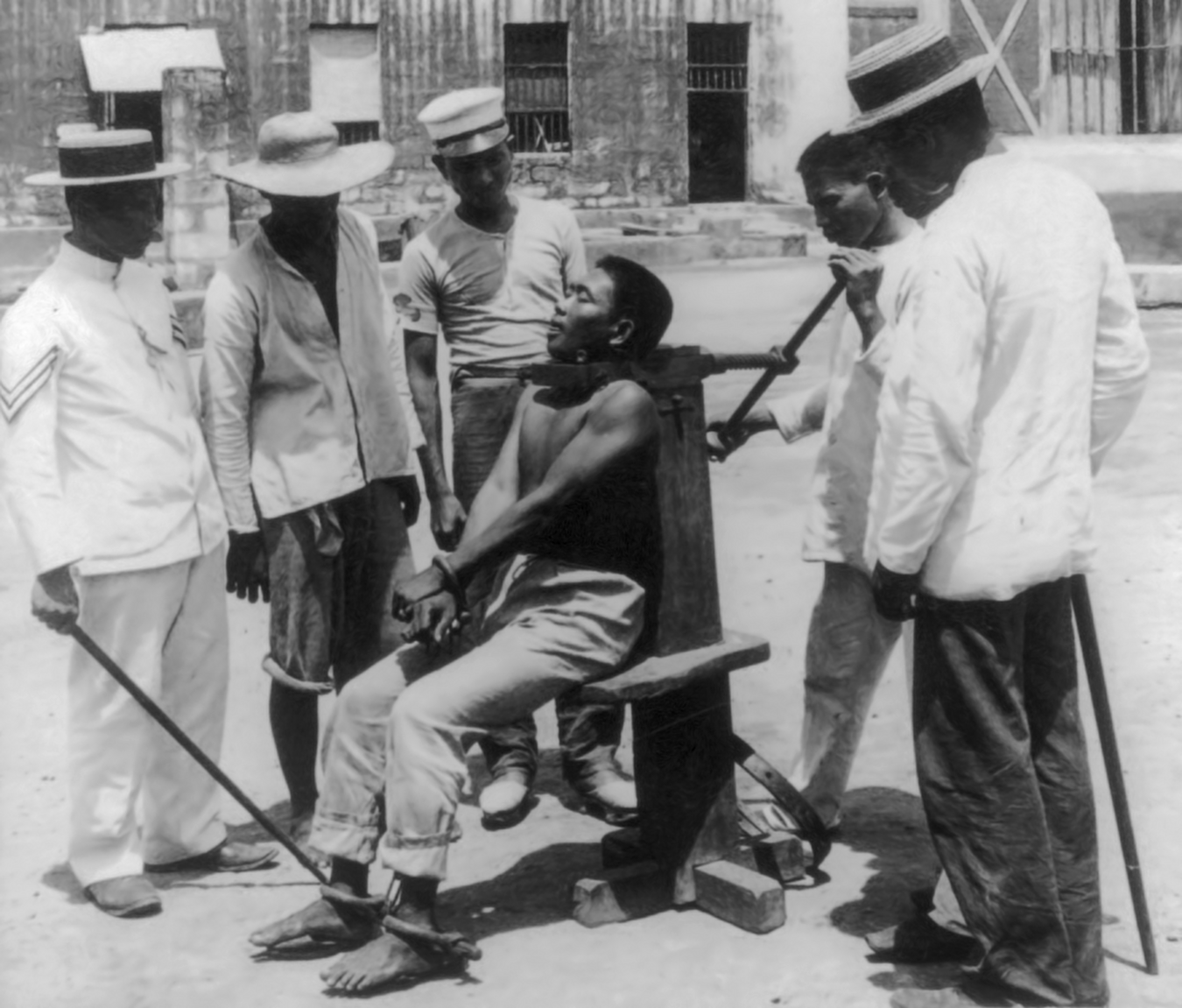
Execução por garrote vil.

Garrote vil ou simplesmente garrote é um artefato utilizado como instrumento de tortura, podendo provocar o óbito do supliciado. O garrote era aplicado ao pescoço da vítima, mantida imóvel e amarrada a uma cadeira.
Na Espanha foi utilizado legalmente, desde 1820 até a abolição da pena de morte, pela Constituição de 1978.
Este método também foi utilizado em diversos países da Ibero-América, durante a conquista da América, como para executar o imperador Atahualpa, em 26 de julho de 1533.

## História
No caso deste método de execução, o adjetivo "vil" vem do sistema de leis estaduais por uma questão simbólica: a decapitação estava reservada aos nobres e às pessoas mais ricas, enquanto o garrote era uma forma mais vulgar de execução, aplicada a todos os criminosos "do campo".
Alguns anos depois de sua criação, o garrote foi alterado pela colocação de um colar de ferro que tinha um pequeno buraco, por onde entrava um parafuso que quebrava o pescoço da vítima.
Os últimos condenados por este sistema de execução na Espanha foram o anarquista catalão Salvador Puig Antich, na prisão modelo de Barcelona, e o alemão Heinz Ches, em Tarragona, no dia 2 de Março de 1974.

## Cultura Popular
No filme Goya's Ghosts, o personagem Irmão Lorenzo (Javier Bardem) é executado por um garrote vil.
O filme Salvador, com Daniel Brühl, retrata a vida do guerrilheiro Salvador Puig Antich, o último executado por garrote vil na Espanha.
A banda de death metal Cannibal Corpse possui uma música chamada 'The Strangulation Chair', que faz referência aos condenados a garrote vil.

## Lista de executados no garrote vil
- António José da Silva
- Atahualpa
- Benigno Andrade Garcia
- Domingos Fernandes Calabar
- Filipe dos Santos
- Gabriel Malagrida
- José Luis Cerveto
- Juan Oliva Moncasi
- Heins Ches
- Luísa de Jesus
- Michele Angiolillo
- Salvador Puig Antich
- Santiago Salvador Franch
- Vercingetorix